# Lifestyles of the Ramones
Lifestyles of the Ramones è una VHS del 1990 del gruppo punk Ramones che contiene interviste ed i video musicali della band registrati fino al 1990.
Esiste anche una versione in DVD inclusa nella raccolta Weird Tales of the Ramones.

## Video Musicali
1. Do You Remember Rock 'n' Roll Radio?
2. Rock 'n' Roll High School
3. We Want The Airwaves
4. Psycho Therapy
5. Time Has Come Today
6. Howling at the Moon (Sha-La-La)
7. Something to Believe In
8. I Wanna Live
9. I Wanna Be Sedated
10. Pet Sematary
11. Merry Christmas (I Don't Want To Fight Tonight)
12. I Believe In Miracles

## Interviste
- Ramones
- Talking Heads
- Anthrax
- Daniel Rey
- Ed Stasium
- Dave Righetti
- Debbie Harry
- Little Steven
- Chris Isaak
- Jean Beauvoir
- e altri